# Phreatodesmus hastingsus
Phreatodesmus hastingsus är en mångfotingart som beskrevs av Chamberlin 1941. Phreatodesmus hastingsus ingår i släktet Phreatodesmus, ordningen banddubbelfotingar, klassen dubbelfotingar, fylumet leddjur och riket djur. Inga underarter finns listade i Catalogue of Life.